# Cotorra
Cotorra là một khu tự quản thuộc tỉnh Córdoba, Colombia. Thủ phủ của khu tự quản Cotorra đóng tại Cotorra Khu tự quản Cotorra có diện tích 89 ki lô mét vuông. Đến thời điểm ngày 28 tháng 5 năm 2005, khu tự quản Cotorra có dân số người.